# Shemale
Shemale (вимов. ші-мейл [ˈʃi.meɪl], від англ. she is male — «вона чоловік») — це людина, яка, володіючи жіночою зовнішністю (вторинні статеві ознаки) і виконуючи соціальну роль жінки в суспільстві (третинні статеві ознаки), до того ж володіє чоловічими статевими органами (первинні статеві ознаки) і можливою здатністю пенісу до ерекції.
Один із представників спільноти, для якої характерна гендерна дисфорія (трансгендерів, бігендерів та ін.), ЛГБТ-спільноти. Частіше виконують «чоловічу» активну роль в сексі.
Існують синоніми цього визначення: ladyboy (вимов. леді-бой [ˈleɪdɪ.bɔɪ], від англ. lady boy — «леді хлопець»), T-girl (від англ. transition girl — «перетворення+дівчина») та ін.

## Опис
Термін shemale офіційною медициною не документований і використовується в більшості представниками трансгендерної спільноти і зацікавлених цим явищем.
В МКХ-10 в розділі F64 (Розлади статевої ідентифікації) зараз немає визначення для пацієнтів — біологічних чоловіків, біологічна стать яких влаштовує, а соціальна роль і зовнішні дані — ні. У випадку ж біологічних жінок спостерігається неповний транссексуалізм.

## Варіанти формування
Є два варіанти отримання і формування особистості shemale, які залежать від генетичної статі:
1. Біологічні жінки, які проводять операції зі створення чоловічих статевих органів (фаллопластика, скротопластика). Успішним результатом даних операцій є здатність створюваного пеніса до ерекції і отримання оргазму.
2. Біологічні чоловіки, які прагнуть максимально наблизити свою зовнішність до фемінної. Оскільки антропологічні відмінності між біологічними чоловіками і жінками дуже суттєві і індивідуальні через гормональний фон під час росту і формування організму, можуть мати місце різні процедури для досягнення бажаного ступеня фемінного образу. Основними задачами виступають зміни обличчя та грудей, видалення небажаного волосяного покриву. Другорядними — зміна тональності та тембру голосу, формування фігури, координації рухів, манер і поведінки, ходи та ін.

## Отримання результату
Отримання жіночних обличчя та грудей може бути досягнуто оперативним шляхом (комплекс операцій з фемінізації обличчя та маммопластики) і гормональною терапією.
В комплекс операцій з фемінізації обличчя можуть входити операції для кісткової основи:
- фронтопластика (корекція форми лобної кістки),
- резекція кутів нижньої щелепи,
- хірургічний поворот нижньої щелепи,
- ментопластика (пластика підборіддя),
- пластика вилиць;

для м'яких тканин і хрящів:
- ринопластика (пластика носа),
- блефаропластика (пластика повік),
- перенесення лінії росту волосся,
- пластика брів,
- гейлопластика (пластика губ),
- хондроларингопластика (пластика «адамового яблука») та інші види пластичних операцій.

Окрім вищенаведених черепно-лицьових оперативних втручань, можуть мати місце й інші операції, у тому числі й для фемінізації фігури, наприклад, видалення нижньої пари ребер (для зменшення талії), корекція форми ніг за допомогою апарату Ілізарова чи імплантатів та ін.
В залежності від бажаного результату гормональна терапія може складатись з прийому:
- препаратів, що містять естрогени. У цьому випадку спостерігається більш помірна фемінізація з більшою імовірністю збереження ерекції та еякуляції. Таку гормональну терапію також називають «щадною»;
- препаратів, що містять естрогени та антиандрогени. У цьому випадку спостерігається ефективніша фемінізація, але вона викликає у більшості випадків імпотенцію.

Крім гормональних препаратів для загальної підтримки організму може йти прийом гепатопротекторів, вітамінно-мінеральних комплексів, тромболітичних чи антикоагулянтних засобів.
Для видалення небажаного волосяного покриву крім впливу гормональної терапії використовуються різні методи епіляції.
Для випадку, коли жіночий вигляд досягається звичайним макіяжем, використанням перуки і накладних грудей в більшому ступені має місце не shemale, а частковий випадок трансвестизму.

## Shemale у суспільстві
Помилковим судженням є те, що всі shemale — це трансексуалки, які займаються проституцією, часто викликане великою кількістю контенту з порнографією в Інтернеті. Більшість shemale, як і інші члени суспільства, вважають це неприйнятним[недоступне посилання з червня 2019] для себе. Їхнє бажання бути саме такими пов'язане лише з можливістю досягнення гармонії між своєю гендерною ідентичністю, тілом і, в ряді випадків, сексуальною орієнтацією.
Символ для позначення shemale використовується такий самий, як і для інтерсексуальності чи трансґендерності.